# 法國陸上交通事故調查局
法國陸上交通事故調查局（BEA-TT）是法國政府屬下的行政單位，成立於2004年，負責調查發生在法國境內的陸上交通事故，包括鐵路事故、大眾運輸系統事故（如地下鐵、有軌電車）、纜車事故以及道路交通事故（大貨車與大客車）。運河內的交通事故也屬於該局業務範圍。法國陸上交通事故調查局總部位於巴黎拉德芳斯區。

## 歷史
法國陸上交通事故調查局成立前，交通事故調查業務是由法國內閣部會組織特別調查委員會進行，例如1988年的巴黎里昂車站列車相撞事件與1999年白朗峰隧道火災事故。這些委員會都由國家路橋委員會提供支援。

## 外部連結
- 法國陸上交通事故調查局的官方網站 （法文）
- English section （英文）